# Impatiens chishuiensis
Impatiens chishuiensis är en balsaminväxtart som beskrevs av Y.X. Xiong. Impatiens chishuiensis ingår i släktet balsaminer, och familjen balsaminväxter. Inga underarter finns listade i Catalogue of Life.